# Oldenzaal
Oldenzaal  (basso sassone: Oldnzel) è una città e una municipalità dei Paesi Bassi nella regione non amministrativa di Twente nel sudest della provincia di Overijssel. Oldenzaal confina nell'est col comune di Losser, nel sud col comune di Enschede e nel nord e ovest col comune di Dinkelland.
Il comune conta 31 976 abitanti (1º gennaio 2010, fonte: CBS).